# Windhozen op Camping Duinoord
Op Ameland bij Nes werd camping Duinoord tweemaal getroffen door een windhoos.
Op 11 augustus 1972 werd de camping door een windhoos getroffen. Met een kracht van 200 kilometer per uur trok die dag een wervelwind in een kleine minuut een spoor van vernielingen over het Waddeneiland. Vier doden en ruim 400 gewonden waren het gevolg. Toen de windhoos om 9.15 uur toesloeg verbleven er zo'n 1800 mensen op de camping. De camping was grotendeels leeg gezogen en de schade was enorm. De windhoos was zeer plaatselijk van aard. In het nabijgelegen Nes had men niets gemerkt.
Een windhoos van deze omvang komt maar zelden voor in Nederland, zo blijkt uit cijfers van het KNMI. Zie windhoos voor windhozen in Nederland en België.
Op zaterdag 2 en zondag 3 juli 2022 was op Omrop Fryslân en op NPO 2 de documentaire 'Deadlike Wynhoas, 50 jaar na de ramp op Ameland' te zien. Op omropfryslan.nl en op de Omrop-app was vier dagen op rij - van woensdag 29 juni tot zaterdag 2 juli - een artikel te vinden waarin betrokkenen terugkijken op die ramp in 1972.
In 1992 werd de camping opnieuw door een windhoos getroffen. Dit keer vielen er één dode en vijf gewonden.

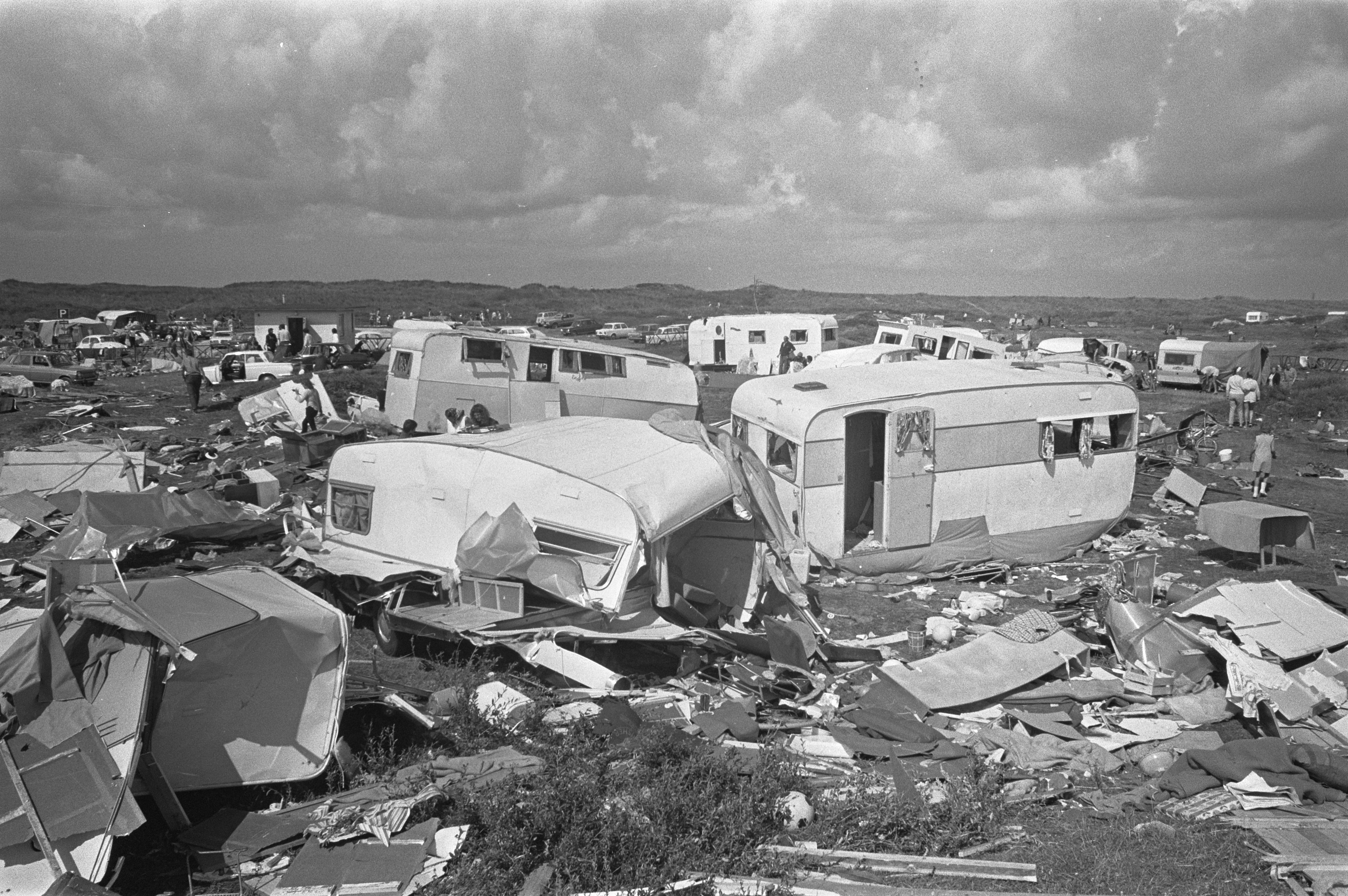
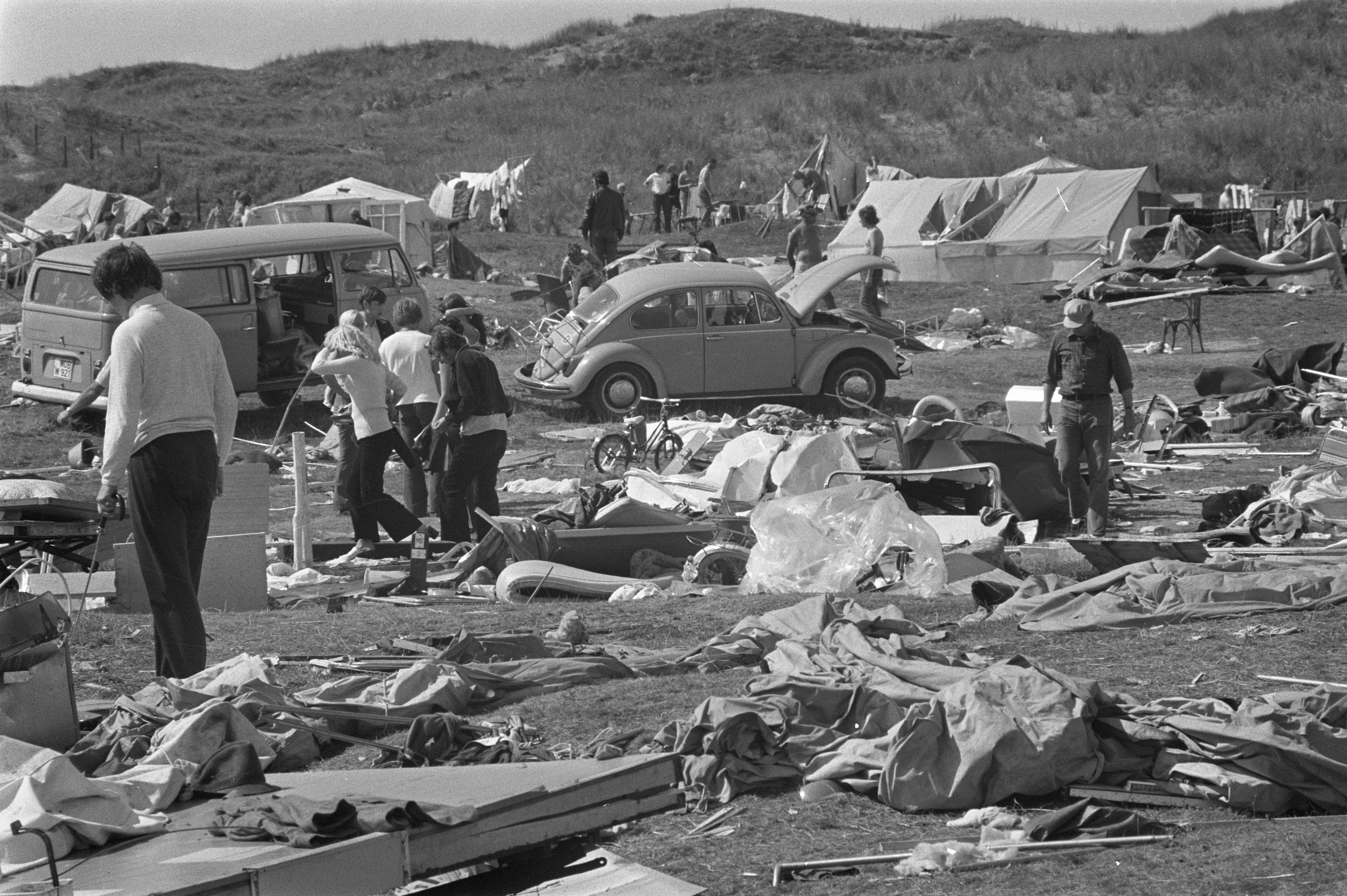
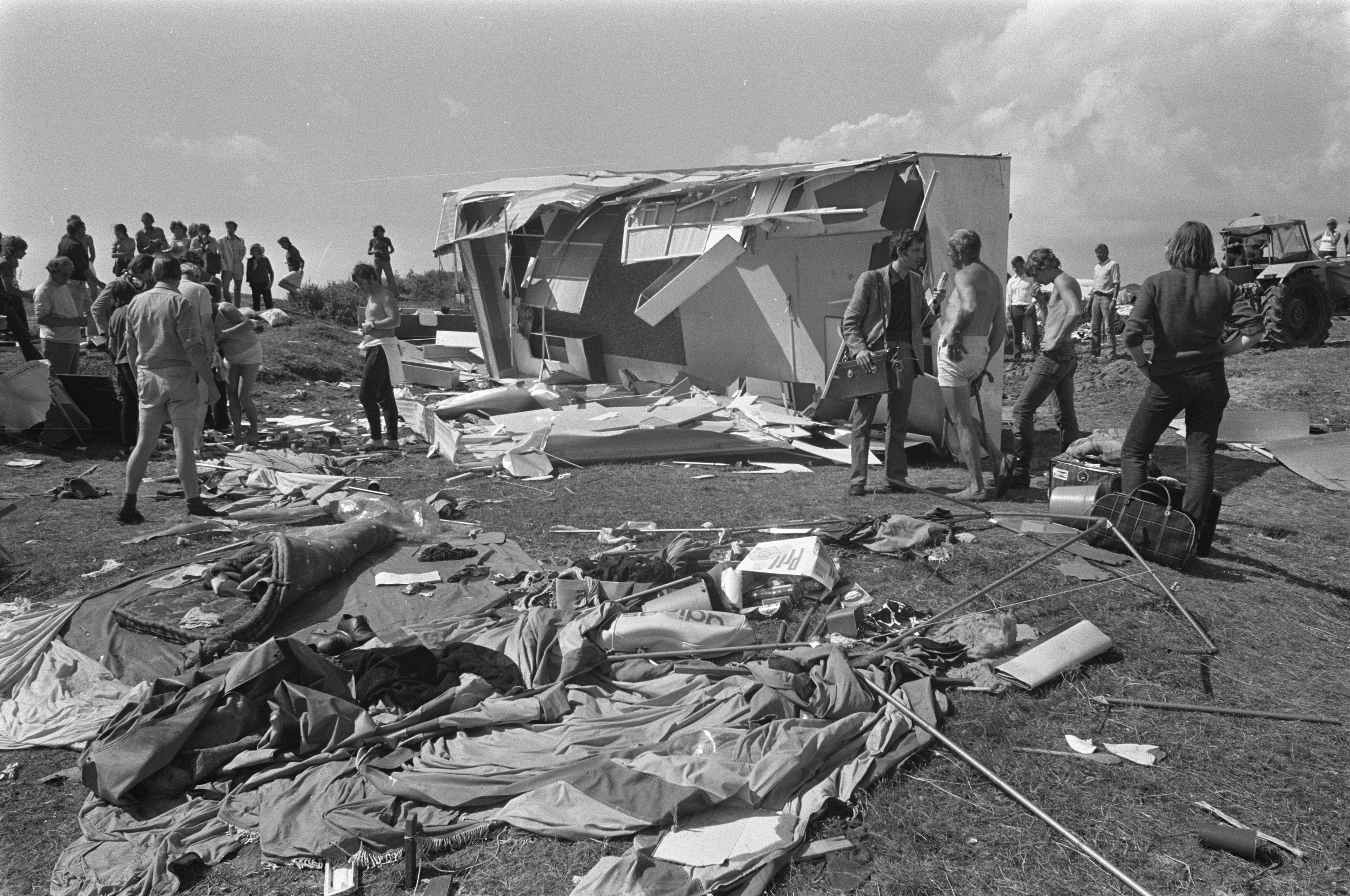